# Zengou

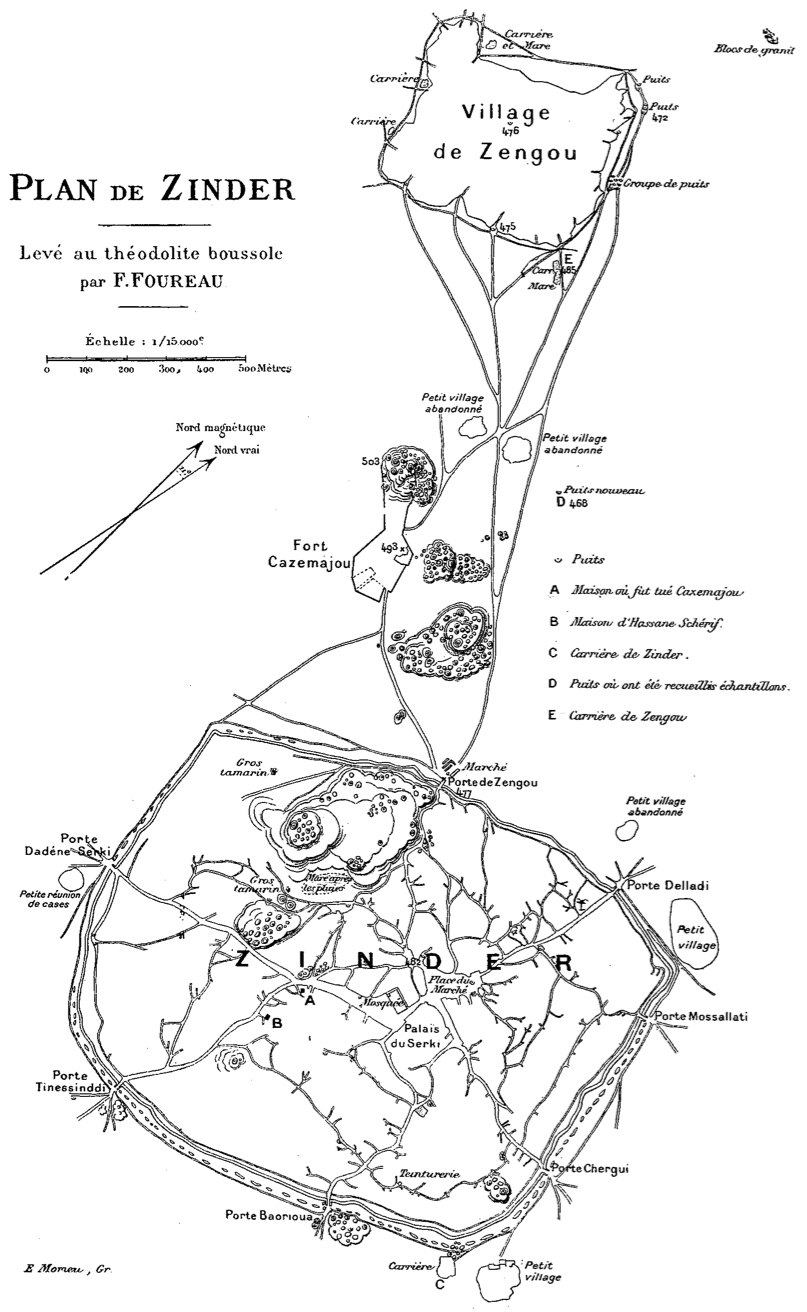
Karte von Zinder aus 1905, mit Zengou im Norden

Zengou (auch: Zongo) ist ein Stadtteil von Zinder in Niger.
Zengou ist neben Birni, dem Sitz des Sultans, einer der beiden ältesten Stadtteile von Zinder. Zengou war ursprünglich eine Hausa-Siedlung und ein Lagerplatz für Tuareg-Karawanen. Hier gab es, ebenso wie in Birni, einen bedeutenden Sklavenmarkt, der auf Export ausgerichtet war. Zwischen 1911 und 1926, als Zinder die Hauptstadt des französischen Militärterritoriums Niger war, entstand zwischen Zengou und Birni eine Verwaltungsstadt mit Gebäuden im französischen Kolonialstil. Während dieser Zeit wurden große Teile der traditionellen Hausa-Architektur in Zengou zerstört. Die Franzosen verlegten die Gerberbetriebe, die in den 1850er Jahren unter Sultan Ténimoun dan Sélimane zunächst in Birni angesiedelt worden waren, an den Rand von Zengou. Der Stadtteil ist bis heute ein wichtiges Handels- und Wirtschaftszentrum.